# Jala Kendua
Jala Kendua é uma vila no distrito de Haora, no estado indiano de Bengala Ocidental.

## Demografia
Segundo o censo de 2001, Jala Kendua tinha uma população de 5783 habitantes. Os indivíduos do sexo masculino constituem 49% da população e os do sexo feminino 51%. Jala Kendua tem uma taxa de literacia de 50%, inferior à média nacional de 59,5%: a literacia no sexo masculino é de 56% e no sexo feminino é de 44%. Em Jala Kendua, 18% da população está abaixo dos 6 anos de idade.